# Castell de Marcovau
Castell de Marcovau és una obra del municipi de Foradada (Noguera) protegida com a bé cultural d'interès local.

## Descripció
Del castell de Marcovau, del segle xi, en queden molt pocs vestigis. Al sud i a l'oest del turó que ocupa el poble, queden restes del recinte emmurallat amb restes de les torres de guaita cantoneres. La factura és de pedra sorrenca desbastada de mida petita i mitjana lligada amb morter de calç.
En en centre del turó resta part d'un edifici en ruïnes que no és segur que es tracti de l'edifici original. Està fet, com les restes de la muralla, amb aparell irregular de pedra sorrenca desbastada lligada amb morter de calç. Resta una volta de canó semiesfondrada a la part baixa d'aquest edifici i una altra volta a la zona baixa oest que recolza directament sobre el subsòl. No s'observen estructures clarament defensives.
Per caracteritzar l'extensió i el grau de conservació de les restes seria necessària una intervenció arqueològica.

## Història
Es té notícia del castell de Marcovau des de l'any 1068, en què apareix en el testament d'Arsenda, muller d'Arnau Mir de Tost, al comte Ermengol II d'Urgell. Arsenda hi establí que el castell fos donat a Sant Miquel de Montmagastre, priorat de Sant Pere d'Àger des del 1065, i a Santa Maria d'Artesa, i que el seu nebot Ramon Bernat el posseís al servei del seu senyor i de les dites esglésies. Fins al 1193 no hi ha noves referències sobre Marcovau, concretament en el testament de Guerau Alemany, en què Marcovau figura entre els feus que aquest posseïa pel vescomte d'Àger. Des d'aquesta data la seva història restà vinculada a la dels llocs de Foradada i Montsonís. La funció de plaça forta del poble la prengué el casal fortificat anomenat 'el Castellot' (núm. 36841) des del segle xvii.